# Phyllotis
Phyllotis (Waterhouse, 1837) è un genere di roditori della famiglia dei Cricetidi.

## Descrizione

### Dimensioni
Al genere Phyllotis appartengono roditori di piccole dimensioni, con lunghezza della testa e del corpo tra 70 e 150 mm, la lunghezza della coda tra 45 e 165 mm e un peso fino a 100 g.

### Caratteristiche craniche e dentarie
Il cranio è leggermente rotondeggiante, i fori palatali sono lunghi, il palato è lungo e largo. Le linee dei molari sono parallele tra loro. Gli incisivi superiori sono lisci e opistodonti, ovvero con la punta rivolta verso l'interno.
Sono caratterizzati dalla seguente formula dentaria:

### Aspetto
La pelliccia è lunga e fine con il colore delle parti dorsali che varia dal bruno-grigiastro al bruno-rossastro mentre quelle ventrali sono molto più chiare. Le orecchie sono grandi. I piedi sono relativamente corti, con il quinto dito ridotto e la pianta priva di peli e provvista di sei cuscinetti. La coda è generalmente lunga quanto la testa ed il corpo. Le femmine hanno quattro paia di mammelle. È presente la cistifellea.

## Distribuzione
Il genere è diffuso nelle regioni andine dall'Ecuador al Cile e l'Argentina.

## Tassonomia
Il genere comprende 24 specie:
- Phyllotis alisosiensis
- Phyllotis amicus
- Phyllotis andium
- Phyllotis anitae
- Phyllotis bonariensis
- Phyllotis camiari
- Phyllotis caprinus
- Phyllotis darwini
- Phyllotis definitus
- Phyllotis gerbillus
- Phyllotis haggardi
- Phyllotis limatus
- Phyllotis magister
- Phyllotis nogalari
- Phyllotis occidens
- Phyllotis osgoodi
- Phyllotis osilae
- Phyllotis pearsoni
- Phylloris pehuenche
- Phyllotis rupestris
- Phyllotis stenops
- Phyllotis tucumanus
- Phyllotis vaccarum
- Phyllotis xanthopygus